# Sylvia Hanika
Sylvia Hanika (Múnic, Alemanya Occidental, 12 de juliol de 1969), és una extennista alemanya.
Va guanyar sis títols individuals i un més en dobles, que li van permetre arribar al número 5 del rànquing individual femení. El seu resultat més destacat fou la disputa de la final del Grand Slam de Roland Garros l'any 1981, on fou derrotada per Hana Mandlíková.
La marca de roba esportiva Puma va utilitzar el seu nom per un model de vambes de tennis.

## Torneigs de Grand Slam

### Individual: 1 (0−1)
| Resultat  | Núm. | Any  | Torneig       | Oponent         | Marcador |
| --------- | ---- | ---- | ------------- | --------------- | -------- |
| Finalista | 1.   | 1981 | Roland Garros | Hana Mandlíková | 2−6, 4−6 |

## Palmarès

### Individual: 24 (6−18)
| Llegenda                     |
| ---------------------------- |
| Grand Slam (0−1)             |
| WTA Tour Championships (1−0) |
| Tier I (0−0)                 |
| Tier II (0−0)                |
| Tier III (0−0)               |
| Tier IV (0−0)                |
| Tier V (0−2)                 |
| Virginia Slims (6−15)        |

| Títols per superfície |
| --------------------- |
| Dura (0−2)            |
| Gespa (0−1)           |
| Terra batuda (2−7)    |
| Moqueta (4−8)         |

| Resultat   | Núm. | Data                   | Torneig                                     | Superfície   | Oponent                | Marcador                |
| ---------- | ---- | ---------------------- | ------------------------------------------- | ------------ | ---------------------- | ----------------------- |
| Finalista  | 1.   | juliol de 1978         | Båstad, Suècia                              | Terra batuda | Elly Appel-Vessies     | 2−6, 4−6                |
| Finalista  | 2.   | juliol de 1978         | Kitzbühel, Àustria                          | Terra batuda | Virginia Ruzici        | 4−6, 3−6                |
| Finalista  | 2.   | 20 de novembre de 1978 | Christchurch, Nova Zelanda                  | Gespa        | Regina Maršíková       | 2−6, 1−6                |
| Guanyadora | 1.   | 22 de gener de 1979    | Boise, Estats Units                         | Moqueta (i)  | Sherry Acker           | 6−3, 6−2                |
| Finalista  | 4.   | 7 de maig de 1979      | Roma, Itàlia                                | Terra batuda | Tracy Austin           | 4−6, 6−1, 3−6           |
| Finalista  | 5.   | 23 de juliol de 1979   | Kitzbühel (2)                               | Terra batuda | Hana Mandlíková        | 6−2, 5−7, 3−6           |
| Finalista  | 6.   | 19 de gener de 1981    | Cincinnati, Estats Units                    | Moqueta (i)  | Martina Navrátilová    | 2−6, 4−6                |
| Guanyadora | 2.   | 23 de febrer de 1981   | Seattle, Estats Units                       | Moqueta (i)  | Barbara Potter         | 6−2, 6−4                |
| Finalista  | 7.   | 25 de maig de 1981     | Roland Garros, França                       | Terra batuda | Hana Mandlíková        | 2−6, 4−6                |
| Finalista  | 8.   | 13 de juliol de 1981   | Kitzbühel (3)                               | Terra batuda | Claudia Kohde-Kilsch   | 5−7, 6−7                |
| Guanyadora | 3.   | 20 de juliol de 1981   | Montecarlo, Mònaco                          | Terra batuda | Hana Mandlíková        | 2−6, 6−3, 5−6, retirada |
| Finalista  | 9.   | 1 de març de 1982      | Los Angeles, Estats Units                   | Moqueta (i)  | Mima Jaušovec          | 2−6, 6−7(4)             |
| Guanyadora | 4.   | 22 de març de 1982     | Avon Championships, Nova York, Estats Units | Moqueta (i)  | Martina Navrátilová    | 1−6, 6−3, 6−4           |
| Finalista  | 10.  | 3 de gener de 1983     | Washington DC, Estats Units                 | Moqueta (i)  | Martina Navrátilová    | 1−6, 1−6                |
| Finalista  | 11.  | 10 de gener de 1983    | Houston, Estats Units                       | Moqueta (i)  | Martina Navrátilová    | 3−6, 6−7(5)             |
| Finalista  | 12.  | 21 de febrer de 1983   | Oakland, Estats Units                       | Moqueta (i)  | Bettina Bunge          | 3−6, 3−6                |
| Finalista  | 13.  | 14 de març de 1983     | Boston, Estats Units                        | Moqueta (i)  | Wendy Turnbull         | 4−6, 6−3, 4−6           |
| Finalista  | 14.  | 26 de setembre de 1983 | Hartford, Estats Units                      | Moqueta (i)  | Kim Shaefer            | 4−6, 3−6                |
| Guanyadora | 5.   | 20 d'octubre de 1984   | Brighton, Regne Unit                        | Moqueta (i)  | JoAnne Russell         | 6−3, 1−6, 6−2           |
| Guanyadora | 6.   | 15 de setembre de 1986 | Atenes, Grècia                              | Terra batuda | Angelikí Kanellopoúlou | 7−5, 6−1                |
| Finalista  | 15.  | 9 de febrer de 1987    | San Francisco, Estats Units                 | Moqueta (i)  | Zina Garrison          | 5−7, 6−4, 3−6           |
| Finalista  | 16.  | 24 d'agost de 1987     | Mahwah, Estats Units                        | Dura         | Manuela Maleeva        | 6−1, 4−6, 1−6           |
| Finalista  | 17.  | 29 de febrer de 1988   | Wichita, Estats Units                       | Dura (i)     | Manuela Maleeva        | 6−7(5), 5−7             |
| Finalista  | 18.  | 18 de juliol de 1988   | Ais de Provença, França                     | Terra batuda | Judith Wiesner         | 1−6, 2−6                |

### Dobles: 3 (1−2)
| Llegenda                     |
| ---------------------------- |
| Grand Slam (0−0)             |
| WTA Tour Championships (0−0) |
| Tier I (0−0)                 |
| Tier II (0−0)                |
| Tier III (0−0)               |
| Tier IV (0−0)                |
| Tier V (1−0)                 |
| Virginia Slims (0−2)         |

| Títols per superfície |
| --------------------- |
| Dura (1−0)            |
| Gespa (0−1)           |
| Terra batuda (0−0)    |
| Moqueta (0−1)         |

| Resultat   | Núm. | Data                   | Torneig                    | Superfície  | Parella              | Oponents                             | Marcador         |
| ---------- | ---- | ---------------------- | -------------------------- | ----------- | -------------------- | ------------------------------------ | ---------------- |
| Finalista  | 1.   | 20 de novembre de 1978 | Christchurch, Nova Zelanda | Gespa       | Katja Ebbinghaus     | Lesley Hunt Sharon Walsh             | 1−6, 5−7         |
| Finalista  | 2.   | 21 de gener de 1980    | Chicago, Estats Units      | Moqueta (i) | Kathy Jordan         | Billie Jean King Martina Navrátilová | 3−6, 4−6         |
| Guanyadora | 1.   | 28 de novembre de 1988 | Adelaida, Austràlia        | Dura        | Claudia Kohde-Kilsch | Lori McNeil Jana Novotná             | 7−5, 6−7(4), 6−4 |

## Trajectòria

### Individual
| Open d'Austràlia | A           | A           | A           | 3R          | A           | A           | QF          | 2R          | A           | NC          | 4R          | 4R | 1R | A   | 0 / 6  | 13 − 6  |
| Roland Garros | A           | 1R          | 1R          | 3R          | F           | 2R          | 3R          | 3R          | 4R          | 1R          | 4R          | 4R | 4R | 2R  | 0 / 13 | 26 − 13 |
| Wimbledon | A           | 2R          | 3R          | 2R          | 1R          | 4R          | 3R          | 1R          | 2R          | 1R          | 4R          | 3R | 1R | A   | 0 / 12 | 15 − 12 |
| US Open | A           | 1R          | QF          | 3R          | QF          | A           | QF          | QF          | 3R          | 2R          | 4R          | 3R | 3R | 2R  | 0 / 12 | 29 − 12 |
| Jocs Olímpics | No celebrat | No celebrat | No celebrat | No celebrat | No celebrat | No celebrat | No celebrat | No celebrat | No celebrat | No celebrat | No celebrat | 3R | NC | NC  | 0 / 1  | 2 – 1   |
| Rànquing a final d'any | 118         | 35          | 16          | 14          | 6           | 10          | 6           | 17          | 21          | 50          | 14          | 17 | 41 | 123 |        |         |
| Llegenda: G: Guanyadora; F: Finalista; SF: Semifinalista; QF: Quarts de final; Q: Qualificació; A: Absent; RR: Round Robin |             |             |             |             |             |             |             |             |             |             |             |    |    |     |        |         |